# Затеченский сельсовет
Зате́ченский сельсове́т — муниципальное образование со статусом сельского поселения в Далматовском районе Курганской области Российской Федерации.
Административный центр — село Затеченское.

## История
В соответствии с Законом Курганской области от 6 июля 2004 года № 419 сельсовет наделён статусом сельского поселения.

## Население
| 1989  | 2002  | 2010  | 2012  | 2013  | 2014  | 2015  |
| ----- | ----- | ----- | ----- | ----- | ----- | ----- |
| 1492  | ↘1256 | ↘1173 | ↘1170 | ↘1152 | ↘1130 | ↘1103 |
| 2016  | 2017  | 2018  | 2019  | 2020  |       |       |
| ↘1097 | ↘1079 | ↘1045 | ↗1051 | ↗1053 |       |       |

## Состав сельского поселения
| № | Населённый пункт | Тип населённого пункта       | Население |
| - | ---------------- | ---------------------------- | --------- |
| 1 | Затеченское      | село, административный центр | ↘686      |
| 2 | Красноисетское   | село                         | ↘487      |